# Bauhinia aherniana
Bauhinia aherniana är en ärtväxtart som beskrevs av Janet Russell Perkins. Bauhinia aherniana ingår i släktet Bauhinia och familjen ärtväxter.

## Underarter
Arten delas in i följande underarter:
- B. a. aherniana
- B. a. subglabra